# Anita Spinelli
Anita Spinelli, geborene Annita Giuseppina Corti, (* 8. Januar 1908 in Balerna; † 24. März 2010 in Mendrisio) war eine Schweizer Malerin und Zeichnerin.

## Leben
Annita Giuseppina Corti alias Anita Spinelli wurde 1908 als drittes Kind von Gemma und Gaetano Corti geboren. Nach dem Gymnasium besuchte sie für einige Monate Kurse an der Kunstgewerbeschule (Scuola di arti e mestieri) in Lugano. In dieser Zeit öffnete auch der Maler Guido Gonzato sein Atelier für ihre Besuche. 1925 schrieb sie sich an der Accademia di Brera in Mailand ein, wo sie 1929 das Liceo artistico abschloss. Von 1929 bis 1933 vertiefte sie ihr Kunststudium mit Malkursen bei Aldo Carpi und Giuseppe Guidi. Das rege Leben in Mailand und der Einfluss von internationalen Gruppierungen und Strömungen trugen weiter zu ihrer künstlerischen Entwicklung bei.
1932 liess sie sich in Ortschaft Pignora bei Navazzano nieder und heiratete Paolo Spinelli. Ihr Haus, in dem sie auch ihr Atelier hatte, wurde zum Treffpunkt für Verwandte und Freunde. Hier begann auch 1933 ihre Zusammenarbeit mit der Gruppe «I Solidali». Zusammen mit Ugo Cleis, Giovanni Corti, Guido Gonzato, Ernst Musfeld, Aldo Patocchi und Samuel Wülser organisierte die Gruppe Ausstellungen im Kanton Tessin, in Mendrisio und Lugano, und pflegte intensive Arbeitsbeziehungen zur Kunstszene der Nordschweiz. Spinelli nahm 1937 an der Nationalen Ausstellung in Bern und 1938 in Basel teil, wo sie den Maler Charles Clément kennenlernte. Dieser ermutigte sie, in Lausanne auszustellen; ihre erste Einzelausstellung fand dann hier bei der Galerie du Lion d’Or statt. Dort lernte sie René Auberjonois kennen.
Nach der Wiederöffnung der Grenzen nach dem Zweiten Weltkrieg unternahm Anita Spinelli Reisen, die ihr als wichtige Inspirationsquellen dienten. Diese führten sie erst in den Mittelmeerraum, wo sie auf den Inseln archaische Kulturen erkundete. 1969 machte sie sich auf in die USA, dann nach China (1981) und mehrmals nach Mittelamerika (1979 und 1987).
Das Museo civico di belle arti in Lugano widmete Anita Spinelli 2008 anlässlich ihres 100. Geburtstags eine grosse Retrospektive.

## Werk
Das Werk von Anita Spinelli um fasst Werke in den Techniken der Malerei, Radierung, Lithographie, Zeichnung, Ölmalerei und Gravur.
Das frühe malerische Werk Spinellis ist stark vom Einfluss ihrer Lehrmeister geprägt. Speziell ihre Zeit in Mailand der 1930er Jahre und das Studium bei Aldo Carpi prägten ihre Kompositionen. Einzelne Elemente des Frühwerks ziehen sich durch ihre Arbeiten durch, während später ihre Kompositionen komplexer und dynamischer wurden mit sich überlagernden Ebenen und intensiven Farbzusammenstellungen. Licht und Leuchtkraft im Frühwerk erzeugte Spinelli mit der Hell-Dunkel-Technik, während sie später diese Effekte durch die Kombination von Komplementärfarben erreichte. Ab den 1980er Jahren arbeitete Spinelli vermehrt auch mit den Techniken Zeichnung mit Farbe und Tusche und Radierung.

## Ausstellung
- Anita Spinelli: Lebenszeichen, Fondazione Mecri, Minusio. Vom 26. März 2023 bis 30. Juni 2023[3]